# 亚历士龙属
亚历士龙（属名：Alexeyisaurus）是疑似蛇颈龙类的一个已灭绝属，化石发现于俄罗斯法兰士约瑟夫地群岛维尔切克地岛晚三叠世（诺利阶中早期）的维尔切克组。该属由A. G. Sennikov与M. S. Arkhangelsky于2010年首次命名，模式种是卡氏亚历士龙（Alexeyisaurus karnoushenkoi）。最初描述中视之为一种薄板龙科，后期文献则将其描述为“保存较差、身份不明的部分鳍龙类骨骼”。